# Estoril Open 2008
L'Estoril Open 2008 è stato un torneo di tennis giocato sulla terra rossa.
È stata la 19ª edizione dell'Estoril Open, che fa parte della categoria International Series  nell'ambito dell'ATP Tour 2008, e della Tier IV nell'ambito del WTA Tour 2008. 
Sia il torneo maschile che quello femminile si sono giocati all'Estoril Court Central di Oeiras in Portogallo, dal 14 al 20 aprile 2008.

## Campioni

### Singolare maschile
Roger Federer ha battuto in finale  Nikolaj Davydenko con il punteggio di 7–6(5), 1–2 ritirato

### Singolare femminile
Marija Kirilenko ha battuto in finale  Iveta Benešová con il punteggio di 6–4, 6–2

### Doppio maschile
Jeff Coetzee /  Wesley Moodie hanno battuto in finale  Jamie Murray /  Kevin Ullyett con il punteggio di 6–2, 4–6, 10–8

### Doppio femminile
Marija Kirilenko /  Flavia Pennetta hanno battuto in finale  Mervana Jugić-Salkić /  İpek Şenoğlu con il punteggio di 6–4, 6–4